# Amparihibemeer
Het Amparihibemeer (Frans: Lac Amparihibe) is een kratermeer op het eiland Nosy Be in Madagaskar, gelegen in de regio Diana. Het meer is een van de elf kratermeren op het eiland.
Het is het grootste meer van Nosy Be en ligt in het westen van het eiland. Het omringt samen met andere kratermeren, zoals het Antsidihymeer, de vulkaan Mont Passot.

## Zie ook

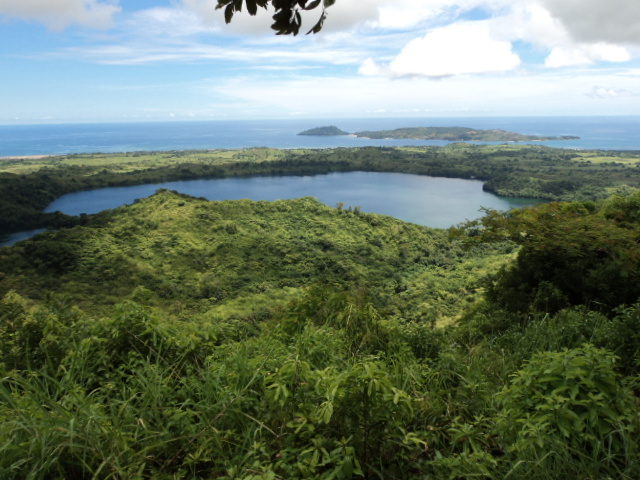
Het Amparihibemeer vanaf Mont Passot, met op de achtergrond Nosy Sakatia en links nog net een stukje van het Antsidihymeer.